# Graylog
Graylog è una società di software di gestione dei log con sede a Houston, in Texas. Graylog, precedentemente conosciuta come Torch, è stata fondata nel 2009 da Lennart Koopmann ad Amburgo, in Germania, inizialmente come progetto open source. La sede del quartier generale internazionale si trova a Houston, in Texas.
Graylog acquisisce e archivia i log automaticamente e ne consente la centralizzazione e l'analisi in tempo reale. I log possono essere estratti da terabyte di dati macchina provenienti da qualsiasi componente dell'infrastruttura e delle applicazioni IT. Il software utilizza un'architettura a tre livelli con archiviazione scalabile basata su Elasticsearch. Graylog si è scavato una nicchia presentandosi come un'alternativa più veloce ed economica di Splunk .
Graylog ha lanciato la sua prima offerta commerciale nel 2016 mettendo a disposizione sul mercato una versione aziendale del software. Nel 2018 Graylog è cresciuto fino a raggiungere le oltre 35.000 installazioni in tutto il mondo.
Graylog è finanziato da 6 investitori. Nell'Ottobre 2014, Mercury ha investito i suoi primi capitali su Graylog. e.ventures e Mercury Asset Management sono gli ultimi investitori ad aver finanziato il progetto dopo Crosslink Capital, Draper Associates e High-Tech Gründerfonds. Aziz Gilani, uno dei direttori del Mercury Fund, afferma che "Mercury Fund è entusiasta di rendere accessibile l'analisi del big data ai dipartimenti IT senza che questi debbano acquistare licenze restrittive solo per accendere un sistema." Graylog ha raccolto un totale di $9,4 milioni in finanziamenti in tre differenti round. L'ultimo di questi finanziamenti è stato raccolto il 13 giugno 2018 da un round di Venture che ha raccolto altri $5 milioni.
Graylog partecipa regolarmente a conferenze come DEF CON, DerbyCon, Black Hat USA, NolaCon, e Security BSides, cui Lennart è un ospite ricorrente.